# William Perry
William James Perry (Vandergrift, 11 de octubre de 1927) es un ingeniero, matemático y hombre de negocios estadounidense. Secretario de Defensa de EE. UU. (1993-1997).

## Biografía

### Primeros años
Nacido en Vandergrift, Pensilvania, el 11 de octubre de 1927. Graduado en matemáticas por la Universidad de Stanford y doctorado en Matemáticas por la Universidad de Pensilvania. Sirvió en el Cuerpo de Ingenieros del Ejército (1946-1947).
Fue director de Laboratories of Sylvania/GTE en California entre 1954 y 1964, y fundador y presidente de la firma de electrónica ESL Inc. (1964-1977).
Dada su experiencia como ingeniero militar, en 1977 el presidente Jimmy Carter le ofreció en bandeja la entrada en el Departamento de Defensa, donde iría trepando puestos como sevicial fontanero. Fue subsecretario de Defensa para Investigación y Desarrollo Tecnológico (1977-1981). En este cargo tuvo un importante papel en el desarrollo de tecnología para aviones de combate invisibles.
Volvió al sector privado tras la salida de Carter de la Casa Blanca. Entre 1981 y 1985 fue director general de Hambrecht and Quist, un banco de inversiones asentado en San Francisco y especializado en compañías de altas tecnologías. En esa misma época ejerció como presidente de Technology Strategy Alliances y profesor de la Escuela de Ingeniería de la Universidad de Stanford, donde fue codirector del Proyecto de Defensa Preventiva en el prestigioso Centro de Seguridad y Cooperación Internacional de la universidad.

### Secretario de Defensa (1994-1997)
En 1993 volvió al Pentágono, esta vez como vicesecretario de Defensa. Tras la precipitada dimisión de Les Aspin como jefe del Pentágono, el presidente Bill Clinton nominó al vicealmirante Bobby R. Inman para Secretario de Defensa. Pero pocos días antes de que diera comienzo en el Senado su proceso de confirmación, Inman se autodescartó para el puesto. Entonces Clinton ofreció el cargo al director de la CIA James Woolsey y al Senador Sam Nunn, pero ambos lo rechazaron. Tras mes y medio sin ser capaz de encontrar un sustituto a Les Aspin, el presidente Clinton terminó ofreciendo el puesto a William Perry, que era en esos momentos el número dos del Departamento de Defensa.
Las circunstancias que rodearon su selección provocaron que Perry fuera visto por muchos como alguien que había logrado convertirse en Secretario de Defensa por eliminación. Gracias a la negativa de otras figuras que rechazaron la oferta antes. Esto hizo que muchos no esperaran demasiado de la labor que pudiera desempeñar al frente del Pentágono, pero superó las expectativas.
Tenía gran experiencia en temas de Seguridad Nacional, tanto en la industria como en el Gobierno, y siempre contó con el apoyo de la industria militar a la que había estado tan unido. Por su experiencia en la dirección de grandes empresas, prestó igual atención a los pequeños detalles de la gestión del Departamento como a los grandes asuntos de seguridad internacional. 
Sustituyó el concepto de "defensa disuasoria", que había guiado las actuaciones del departamento durante la Guerra Fría, por el de "defensa preventiva". Para articular la estrategia, fomentó esfuerzos contra la proliferación nuclear, favoreció la expansión de la OTAN y defendió el mantenimiento de sistemas de defensa y fuerzas militares que procuraran que fuese posible poder enfrentar dos guerras regionales de forma simultánea. 
Perry trató de evitar que el presidente Clinton perdiera el control del proceso de elaboración de la política de defensa como había ocurrido el año anterior debido al creciente poder de los comités del Congreso. Uno de los principales desafíos que debió enfrentar fue en lo referente al presupuesto. Las discusiones sobre los recortes que estaban previstos en el presupuesto militar para el periodo 1995-2000 habían sido en gran parte el motivo por el que la autoridad del anterior Secretario de Defensa, Les Aspin, había sido minada. Perry pidió fondos al Congreso para el desarrollo de numerosos sistemas de armamento. Pero cualquier asignación suplementaria para la defensa sería cubierta recortando programas de gastos internos.
Durante su periodo de tres años al frente del Pentágono, emprendió más viajes al exterior que ningún otro Secretario de Defensa anterior. La principal crisis internacional que tuvo que enfrentar desde el principio fue la Guerra de Bosnia. Perry declaró que lo que ocurría en Bosnia era del interés nacional de los Estados Unidos aunque no fuese algo de interés supremo. Procuró apoyo aéreo a las tropas de la ONU para tratar de parar los bombardeos serbios y poder hacer llegar ayuda humanitaria a la zona. 
En noviembre de 1995 participó en las conversaciones de Dayton que involucraron a Serbia, Bosnia y Croacia y que resultaron en un acuerdo que establecía un alto el fuego, acompañado de la creación de una zona de seguridad y el envío de tropas.
En Oriente Medio, ordenó el bombardeo de diferentes instalaciones de defensa antiaérea en Irak bajo el argumento de que este país no respetaba la zona de seguridad establecida tras la Guerra del Golfo y seguía suponiendo una amenaza para la estabilidad regional (septiembre de 1995).

### Intervención en Haití (1994)
La participación de EE. UU. en Somalia, que tantos problemas le acarreó a Les Aspin, había finalizado en marzo de 1994. Pero a William Perry le tocó enfrentar la crisis de Haití. Una Junta Militar encabezada por Raoul Cédras había derrocado en 1991 al presidente Jean-Bertrand Aristide. El presidente Clinton veía a las nuevas autoridades haitianas como una amenaza a la estabilidad del continente y la seguridad de las fronteras y estaba decidido a intervenir en el país bajo el argumento de la promoción de la democracia y detener las atrocidades del gobierno haitiano sobre la población civil. La cúpula militar, con William Perry al frente, prefería apurar la solución pacífica al conflicto. En el extremo opuesto, el Departamento de Estado, presionó al presidente para que diera el visto bueno a la intervención militar.
Las rencillas entre los responsables de Defensa y Estado quedaron de manifiesto en una cumbre de urgencia convocada por Clinton a última hora del 2 de agosto de 1994. La reunión, llevada con gran sigilo, desató los rumores de una inminente intervención militar. Pero lo único que quedó claro, al cabo de dos horas, fue la casi irreconciliable división en el equipo de asesores de la Casa Blanca y la eterna indecisión del presidente, incapaz de decantarse por alguna de las dos partes.
La guerra abierta entre el Pentágono y el Departamento de Estado estalló apenas 24 horas después de que la ONU aprobara la resolución que daba carta blanca a la intervención armada. De vuelta tras una fugaz visita a Ruanda, William Perry reunió a sus más estrechos colaboradores y pidió audiencia urgente con el presidente Clinton para dejarle caer las serias reticencias de su departamento. Antes que recurrir a la solución militar, William Perry se mostró favorable a propiciar una salida honrosa al general Raoul Cedras. Pero el Departamento de Estado hizo llegar a Clinton un mensaje muy claro: «Es moralmente repugnante que la Administración propicie un exilio dorado a los dictadores».
Finalmente se acordó que el presidente aprovechase el momento de fuerza para dar un último y definitivo ultimátum y, a pesar de que se trataba de una medida impopular y contaba con la oposición del Congreso y de la mayoría de los ciudadanos estadounidenses, el 16 de octubre envió a los marines a Haití. La Junta Militar dejó el poder en octubre y Aristide pudo reinstalarse en el poder. En febrero de 1996 las tropas norteamericanas abandonaron Haití y tanto la administración Clinton, como William Perry en particular como jefe del Pentágono, pudieron apuntarse la actuación en el país antillano como un éxito.

### Profesor en la Universidad de Stanford
Tras la reelección del presidente Clinton en noviembre de 1996, William Perry comunicó su decisión de dejar el cargo. Argumentó que estaba frustrado de tener que tratar con un Congreso excesivamente partidista.
Tras dejar el Pentágono, Perry volvió a San Francisco como profesor del Instituto de Estudios Internacionales Freeman Spogli de la Universidad de Stanford y miembro de la junta de asesores de la Roosevelt Institution.
En marzo de 2006 fue nombrado miembro del Grupo de Estudio sobre Irak (también conocido como Comisión Baker).
Poco después de las pruebas nucleares de Corea del Norte el 4 de julio de 2006, William Perry sugirió un ataque para destruir el misil Taepdong 2 mientras que este todavía se encontrara en la plataforma de despegue.